# Sergej Bondarčuk
Sergej Fedorovič Bondarčuk (25. září 1920, Bilozerka, Ukrajina – 20. října 1994, Moskva, Rusko) byl ruský herec, scenárista, divadelní a filmový režisér, filmový a divadelní pedagog, otec ruské herečky a režisérky Natálie.
Mezi jeho legendární filmy, kde hrál hlavní roli a zároveň jej i sám režíroval, patří zejména protiválečný film Osud člověka natočený podle stejnojmenné novely Michaila Šolochova, dále pak čtyřdílná epopej Vojna a mír, jež získala cenu Americké filmové akademie Oscar za nejlepší cizojazyčný film v roce 1969. Zaujaly i jeho další filmy, například film Waterloo z roku 1970, Rudé zvony, Bojovali za vlast a další.

## Bondarčuk a Československo
Sergej Bondarčuk byl dvakrát oceněn na Mezinárodním filmovém festivalu v Karlových Varech. Poprvé v roce 1952 za herecký výkon ve filmu Zlomená pouta (1951), kde ztvárnil hlavní postavu spisovatele Tarase Ševčenka. Podruhé jako režisér filmu Mexiko v plamenech - Rudé zvony, který v roce 1982 získal hlavní cenu - Křišťálový glóbus.
V roce 1973 natočil v hlavní roli sci-fi filmu Mlčení doktora Evanse řadu záběrů v Praze a v jejím okolí, mj. i na autoprázdné D1. V několika pasážích se dají rozpoznat i české nápisy obchodů nebo silničních ukazatelů.
Když jako režisér natáčel v roce 1986 historický film Boris Godunov, byly některé davové výjevy vytvořeny na Barrandově.   